# Tweede Kamerverkiezingen 1972/Kandidatenlijst/Partij van het Recht
Dit is de kandidatenlijst voor de Tweede Kamerverkiezingen 1972 van de Partij van het Recht. De partij deed alleen mee in de kieskringen V (Rotterdam) en VII (Leiden).

## De lijst
| Posities (per lijst) | Posities (per lijst) | Naam             | Stemmen- aantallen (per lijst) | Stemmen- aantallen (per lijst) |
| V                    | VII                  | Naam             | V                              | VII                            |
| -------------------- | -------------------- | ---------------- | ------------------------------ | ------------------------------ |
| 1                    | 2                    | J.A. Vis         | 318                            | 9                              |
| 2                    | 3                    | A.C.G.M. Gefken  | 8                              | 33                             |
| 3                    |                      | W.J.F.C. Urbanus | 24                             |                                |
| 4                    |                      | N. van Zuilen    | 19                             |                                |
| 5                    | 1                    | F.M. van Leeuwen | 31                             | 214                            |

PvdA · KVP · VVD · ARP · D'66 · CHU · DS'70 · CPN · SGP · PPR · GPV · PSP · DMP · NMP · Boerenpartij · RKPN · Partij van het Recht · Anti-Woningnood Aktie · Lijst 17 (kieskringen X en XI) · Nieuwe Roomse Partij